# Огњенка Милићевић
Огњенка Милићевић (Бања Лука, 26. децембар 1927 – Београд, 23. јануар 2008) била је једна од најзначајнијих и најсвестранијих личности у историји југословенског и српског позоришта. Њен допринос театарској уметности и култури огледа се кроз опус редитељке, дугогодишњи и утицајни педагошки рад, темељна театролошка истраживања, значајне преводе кључних теоријских дела, као и кроз оснивање и обликовање важних позоришних институција и фестивала.

## Биографија

### Рани живот и образовање
Рођена је у Бања Луци 26. децембра 1927. године. Њена породица се, услед левичарских активности њеног оца Нике Милићевића, преселила у Сарајево. Отац, Нико Милићевић (Мостар, 1897 – Сарајево, 1980), био је полиглота, писац, преводилац, професор и управник позоришта, док је мајка, Берта (рођ. Хлубна) Милићевић (1901–1988), била учитељица. Породични дом био је стециште интелектуалаца и уметника попут Тина Ујевића, Густава Крклеца, Хамзе Хуме, Романа Петровића и Лазара Дрљаче. Отац јој је био управник Народног позоришта у Сарајеву од 1945. до 1950. године, што јој је омогућило да свако вече проводи гледајући представе.
Формално образовање започела је на Лењинградском државном институту театарске уметности (ЛГТИ). Њен професор режије био је Јевгениј Густавович Гакељ. Уочи објаве резолуције Информбироа, након завршене друге године студија режије, вратила се у Београд. Дипломирала је на Факултету драмских уметности (ФДУ) у Београду 1952. године, где је претходно асистирала др Хугу Клајну на режији, а касније Виктору Старчићу на глуми.

## Редитељски рад

### Позоришна режија
Редитељску каријеру започела је у Народном позоришту у Сарајеву (1948–1950). Њен деби, представа Дубоко је коријење Џејмса Гоуа и Арноа Д'Исоа, донео јој је, заједно са Матом Милошевићем, Савезну награду за режију 1949. године.
У Народном позоришту у Београду, где је радила од 1950. године, режирала је низ представа, укључујући Дрвеће умире усправно Алехандра Касоне (1956), Златне кочије Леонида Леонова (1957), Чеховљево вече (1960), и Иркутску причу Алексеја Арбузова (1961). Као гостујућа редитељка у Народном позоришту у Мостару, поставила је дела Артура Милера (Сви моји синови, 1952), Џона Голсвордија (Сребрна кутија, 1954), Џона Патрика (Мала чајана, 1955), и Фридриха Диренмата (Ромул велики, 1962).
У Атељеу 212 њен рад обухвата представе Светлости и сенке Ђорђа Лебовића (1960), Еурипид/Сартрове Тројанке (1966), Достојевскове Беле ноћи (1968), и монодраму Петријин венац (1976). У Академском позоришту АКУД "Бранко Крсмановић" режирала је Шарену лопту Игора Торкара (1956), која је освојила прво место на међународном студентском фестивалу у Истанбулу, и Приватни живот аријевске класе, адаптацију Брехта.
| Наслов представе               | Аутор                      | Позориште/Место извођења          | Година |
| ------------------------------ | -------------------------- | --------------------------------- | ------ |
| Дубоко је коријење             | Џејмс Гоу, Арно Д'Исо      | Народно позориште, Сарајево       | 1949   |
| Сви моји синови                | Артур Милер                | Народно позориште, Мостар         | 1952   |
| Сребрна кутија                 | Џон Голсворди              | Народно позориште, Мостар         | 1954   |
| Мала чајана                    | Џон Патрик                 | Народно позориште, Мостар         | 1955   |
| Дрвеће умире усправно          | Алехандро Касона           | Народно позориште, Београд        | 1956   |
| Шарена лопта                   | Игор Торкар                | АКУД "Бранко Крсмановић", Београд | 1956   |
| Златне кочије                  | Леонид Леонов              | Народно позориште, Београд        | 1957   |
| Приватни живот аријевске класе | Бертолт Брехт (адаптација) | АКУД "Бранко Крсмановић", Београд | 1957   |
| Чеховљево вече                 | Антон Павлович Чехов       | Народно позориште, Београд        | 1960   |
| Светлости и сенке              | Ђорђе Лебовић              | Атеље 212 (зграда Борбе)          | 1960   |
| Иркутска прича                 | Алексеј Арбузов            | Народно позориште, Београд        | 1961   |
| Ромул велики                   | Фридрих Диренмат           | Народно позориште, Мостар         | 1962   |
| Тројанке                       | Еурипид/Жан-Пол Сартр      | Атеље 212                         | 1966   |
| Беле ноћи                      | Фјодор Достојевски         | Атеље 212 (горњи фоаје)           | 1968   |
| Петријин венац (монодрама)     | Драгослав Михаиловић       | Атеље 212 (Театар у подруму)      | 1976   |

### Телевизијска режија
Режирала је неколико ТВ филмова за Телевизију Београд:
- Аполон од Белака (Жан Жироду, 1966)[2]
- Ох, дивљино (Јуџин О'Нил, 1967)[2]
- Јахачи пут мора (Џон Милингтон Синг, 1969)[2]
- У сенци клисуре (Џон Милингтон Синг, 1969)[2]
- Амфитрион 38 (Жан Жироду, 1972)[2]
- Музика (Маргарет Дирас, 1974)[2]

### Радио режија
Од 1960. године сарађивала је са Драмским програмом Радио Београда, где је режирала око 100 радио драма. Сарађивала је са тонским сниматељима Марјаном Радојчићем и Душком Пауновићем. Избор из њених радио режија укључује:
- Аполон из Белака (Жан Жироду, 1955)[1]
- Сенка (Евгениј Шварц, 1962)[1]
- Пер Гинт (Хенрик Ибзен, 1967)[1]
- Игра снова (Аугуст Стриндберг, 1968)[1]
- Галеб (Антон Павлович Чехов, 1968)[1]
- Вечерас импровизујемо (Луиђи Пирандело, 1968)[1]
- Црнина пристаје Електри (Јуџин О'Нил, 1977)[1]
- Антон Павлович Чехов (Огњенка Милићевић, 1981)[1]

Режирала је и ЛП плочу Лед/Јутро Радоша Бајића (1978).

## Педагошки рад
Академску каријеру на Факултету драмских уметности (тада Академија за позориште) започела је као асистенткиња др Хугу Клајну на режији и Виктору Старчићу на глуми. Након осам година асистентуре, постала је доценткиња и водила је бројне класе глуме. Предавала је Глуму и Историју позоришта.
Била је прва жена декан Академије (1967–1969) и поставила је камен темељац за садашњу зграду ФДУ на Новом Београду. Обаваљала је функцију проректорке Универзитета уметности у Београду (1970–1972). Пензионисала се 1983. године, а последњу класу глуме примила је 1980. И након пензионисања, предавала је у Калифорнији, Њујорку, и један летњи семестар на Универзитету Минесота у Медисону, где је режирала Стриндбергову Госпођицу Јулију.
Менторисала је бројне истакнуте глумце, међу којима су Петар Краљ, Станислава Пешић, Милена Дравић, Оливера Катарина, Радош Бајић, Лазар Ристовски, Снежана Савић, Богдан Диклић, Слободан Ђурић, Неда Спасојевић, Јелисавета Сека Саблић, Злата Петковић, Љиљана Стјепановић, Гордана Косановић, Предраг Ејдус, Ивица Клеменц, Миленко Заблаћански, Мерима Исаковић, Мирјана Карановић, Љиљана Благојевић, Светозар Цветковић, Варја Ђукић и Предраг Милетић. Њена последња класа глуме укључивала је Варју Ђукић, Александру Симић, Биљану Вујовић, Гордану Бјелицу, Драгана Николића млађег, Љубомира Тодоровића, Владана Гајевића и Бранислава Зеремског.

## Научни и преводилачки рад
Објавила је књигу Руски театар прве половине двадесетог века (1979). Писала је есеје, студије и стручне чланке о театрологији, глуми и режији за часописе Сцена и Театрон. Значајна је њена студија "Редитељска лабораторија В. Е. Мејерхољда (Н. В. Гогољ - Ревизор), II Део - Редитељска партитура - партитура представе", објављена у Зборнику радова ФДУ.
Превела је следећа дела:
- Мој живот у умјетности (К. С. Станиславског, 1955)[1]
- Рад глумца на себи I и II (К. С. Станиславског, 1989, 1991)[1]
- О позоришту (Всеволода Мејерхољда, 1976)[1]
- Огледало сцене (Георгија Товстоногова, 1984)[1]

Уредила је преводе књиге Тајне уметности глумца/Речник позоришне антропологије Еуђенија Барбе и Николе Саварезеа. У сарадњи са супругом Сергијем Лукачем, превела је дела Ериха Марије Ремарка и Густава Шваба са немачког језика.
Приредила је монографије о Љиљани Крстић и Петру Краљу поводом награде "Добричин прстен". Ауторка је текстова за Драмски зборник (1950) намењен аматерским позориштима и саставила је Покрет-говор тела читанку за глумца за Стеријино позорје (1975).

## Институционални рад и допринос
Основала је Фестивал монодраме и пантомиме у Земуну. Учествовала је у оснивању "Позорја младих" у оквиру Стеријиног позорја и активно учествовала на Међународном симпозијуму позоришних критичара и театролога. Заједно са Драганом Клаићем приредила је публикацију Алтернативно позориште у Југославији за 10. Позорје младих.
Била је оснивачица и супервизорка драмског студија при Народном позоришту у Сарајеву, где је предавала глуму и историју позоришта. Године 1952. основала је Драмски студио при Народном позоришту у Мостару.
Била је чланица уредништва часописа Сцена (1995-2001) и касније часописа Театрон. Била је чланица Управног одбора Атељеа 212. Истакнути редитељи су и након њеног пензионисања тражили њене савете.

## Награде и признања
Добитница је бројних награда, међу којима су:
- Савезна награда за режију (1949) за представу Дубоко је коријење[1]
- Орден заслуга за народ (1979)[1]
- Велика плакета Универзитета уметности (1980)[1]
- Медаља Станиславског[1]
- Награда на првом фестивалу радио-драме у Новом Саду (у оквиру Стеријиног позорја)[1]

Постхумно, Пошта Србије је издала поштанску марку са њеним ликом.